# Esgos
Esgos és un municipi de la província d'Ourense a Galícia. Pertany a la Comarca d'Ourense.
| 3.100 | 3.089 | 3.580 | 2.717 | 1.304 |
| Fonts: INE i IGE (Els criteris de registre censal variaren i les dades de l'INE i de l'IGE poden no coincidir.) |       |       |       |       |

## Parròquies
- Esgos (Santa María)
- Loña do Monte (San Salvador)
- Os Pensos (San Pedro)
- Rocas (San Pedro)
- Santa Olaia de Esgos (Santa Olaia)
- Triós (San Pedro)
- Vilar de Ordelles (Santa María)